# Overhalla
Overhalla è un comune norvegese della contea di Trøndelag.